# Giusi Merli
Giusi Merli, nata Giuseppina Merli (Pisa, 26 marzo 1943), è un'attrice italiana, attiva in campo teatrale, cinematografico e televisivo.
Dopo una lunga gavetta, ha acquisito notorietà davanti al grande pubblico interpretando, nel 2013, il ruolo della Santa ne La grande bellezza di Paolo Sorrentino, vincitore, in quell'anno, del Premio Oscar come miglior film straniero, e di numerosi altri premi.
La stessa Giusi Merli ha avuto, per La grande bellezza, una candidatura, quale miglior attrice non protagonista, per i Guardian Film Awards.

## Biografia
Laureata in Lingue e letterature straniere all'università di Pisa, deve la sua formazione artistica ad Aldo Rostagno, Franco Piacentini, Marisa Fabbri, Francesca Della Monica, e al regista russo-americano Yury Olshansky.
Attrice eclettica e versatile, è andata in scena sia con testi classici (Antigone, Le Baccanti, Sogno di una notte di mezza estate, La tempesta, Re Lear), che con opere d'avanguardia (Woyzeck) e con testi comici (Il signor di Pourceaugnac). Ha lavorato in Italia e all'estero con registi quali Aldo Rostagno, John Jesurun, Paolo Pierazzini, Dario Marconcini, Angelo Savelli, Marco Cavicchioli, Massimo Verdastro e Andrea Macaluso.
Collabora da molti anni con Gianfranco Pedullà (Teatro Mascarà), dal quale è stata diretta nel ruolo del vecchio re in Re Lear di William Shakespeare.
Ha portato in scena alcuni monologhi scritti per lei da: Paola Presciuttini: Trotula quasi magistra”, con la regia di Rosanna Gentili; da Lina Prosa: La partita di Mimì con la regia di Alessandro Cevenini, e Isabella che il drammaturgo fiorentino Andrea Bendini aveva scritto per Marisa Fabbri.
Nel 2015 ha partecipato allo spettacolo Arcitaliani di Massimo Sgorbani per la regia di Gianfranco Pedullà e allo spettacolo “Fiabe di Natale” da Andersen per la regia di Andrea Macaluso prodotto dal teatro della Toscana. 
Nel 2016 ha partecipato allo spettacolo Pinocchi per la regia di Andrea Macaluso prodotto da Progetti Carpe Diem/La Casa delle Storie e il Lavoratorio.
Nel 2016 ha partecipato allo spettacolo Mille brividi d'amore di Massimo Sgorbani per la regia di Gianfranco Pedullà.
Da dicembre 2017 a marzo 2018 è stata in tournée con lo spettacolo Il padre di August Strindberg, per la regia Gabriele Lavia nel ruolo de La balia.

## Esperienze cinematografiche e televisive
Ha partecipato nel ruolo di una maestrina al film di Cristiano Bortone Rosso come il cielo, adattamento cinematografico dell'omonimo romanzo di Gaia Rayneri; a due episodi della fiction Il commissario Manara andato in onda su Rai 2 e al film di Giuseppe Bonito Pulce non c'è nella parte della barbona.
Ha preso parte al film La grande bellezza di Paolo Sorrentino nel ruolo de “la Santa”. Film vincitore premio Oscar 2014 per cui ha vinto il Nastro d'argento 2014 dato dall'SNGCI a tutti gli interpreti non protagonisti del film.
Nel 2014 è la protagonista del cortometraggio Le note di Giulia, regia di Andrea Dalla Costa, candidato ai David di Donatello 2015 nella sezione cortometraggi.
Ha partecipato al cortometraggio A casa mia, vincitore del Davide di Donatello 2017 e diretto da Mario Piredda. Per questo ruolo ha vinto il premio come miglior interpretazione femminile del ValdarnoCinema Film Festival.
Ha partecipato quindi alla fiction Romanzo famigliare, regia di Francesca Archibugi, nel ruolo di Iaia, che è andato in onda su Rai 1 e all'episodio 10 della quinta stagione de I delitti del BarLume dal titolo "La battaglia navale", regia di Roan Johnson dove interpretava la madre con l'Alzheimer  del cantautore Mariano Marini interpretato dal musicista Bobo Rondelli. Episodio che è andato in onda il 15 gennaio 2018 su Sky Cinema e poi in replica il 5 Agosto (in chiaro) su TV8.
Nel 2018 ha preso parte a un episodio della serie Rai Rocco Schiavone 3. Nel 2019 ha partecipato al film Thanks!.
Nel 2021 prende parte alle riprese del film Via Don Minzoni n.6 (2024) di Andrea Caciagli, nel ruolo di Gina.
Nel 2024 viene scelta per interpretare la Reverenda Madre Ramallo dei Fremen in Dune - Parte due di Denis Villeneuve.

## Filmografia

### Cinema
- Rosso come il cielo, regia di Cristiano Bortone (2012)
- Pulce non c'è, regia di Giuseppe Bonito (2012)
- La grande bellezza, regia di Paolo Sorrentino (2013)
- Ti ricordi di me?, regia di Rolando Ravello (2014)
- La pazza gioia, regia di Paolo Virzì (2016)
- Il manutentore, regia di Claudio D'Avascio (2017)
- Un'estate a Firenze (Lost in Florence), regia di Evan Oppenheimer (2017)
- Thanks!, regia di Gabriele Di Luca (2019)
- Araciu, regia di Ignazio Rotolo (2022)
- Dune - Parte due, regia di Denis Villeneuve (2024)
- Via Don Minzoni n.6, regia di Andrea Caciagli (2024)